# Río Tullumayo
El río Tullumayo(del quechua sureño: Río con huesos o Río flaco) es un río ubicado en el distrito, provincia y  departamento del Cusco, Perú. Su recorrido cruza el centro histórico de la ciudad del Cusco y se encuentra mayormente entubado. Es uno de los dos ríos, junto con el Saphy en cuyo valle se estableció la zona de los palacios reales incas.

## Recorrido
Nace en el cerro Sacsayhuamán con el nombre de P'ujru, baja por la zona denominada Sapantiana y discurre a 200 metros al oeste de la Plaza de Armas por el trazado de la actual calle Choquechaka y la Avenida Tullumayo. Desde el imperio inca, el río estuvo canalizado por paredones líticos laterales que aún existen. El río separa los barrios de San Blas y San Cristóbal que fueron unidos por puentes hasta que en las primeras décadas del siglo XX, dentro de un programa de modernización urbana, se entubó completamente la calle hasta la zona de Pumacchupan donde confluye con el río Saphy - que también corre entubado por debajo de las calles del Cusco - formando el río Huatanay.

## Historia
Este río tiene una singular importancia histórica ya que a su vera se levantaron lugares importantes durante el incanato. El río, durante todo su paso entubado por la ciudad incaica, tenía catorce puentes. Entre los años 1909 a 1919 se procedió con entubar el segmento que va desde Sapantiana hasta la calle Ruinas. Este sector, históricamente denominado como Choquechaka dio lugar al establecimiento de la calle de ese nombre. Entre los años 1921 se inició con la canalización del trayecto restante pero hacia 1934, la labor aún no había culminado perdiéndose rastro documentario debido a que la obra dejó de ser impulsada por el Ministerio de Fomento y Obras Públicas y pasó a manos de la Sociedad de Beneficencia Pública del Cusco estimándose su conclusión alrededor de los años 1940 en la zona de Pumacchupan y la Estación de Wanchaq.

#### Libros y publicaciones
- Angles Vargas, Víctor (1988). Historia del Cusco Incaico Tomo I. Lima: Industrialgráfica S.A.
- Coronado Esquivel, Jessica; Apaza Callañaupa, Roel (2017). «La modernización de la ciudad y su salubridad: la canalización del Cusco a principios del siglo XX». Summa Humanitatis 9 (1). Consultado el 7 de octubre de 2019.
- Sherbondy, Jeanette (1987). «Organizacióni hidráulica y poder en el Cuzco de los incas». Revista Española de Antropología Americana (XVII). Consultado el 18 de septiembre de 2019.

- Datos: Q70139776